# Micropterus punctulatus
Micropterus punctulatus är en fiskart som först beskrevs av Constantine Samuel Rafinesque, 1819.  Micropterus punctulatus ingår i släktet Micropterus och familjen Centrarchidae. Inga underarter finns listade i Catalogue of Life.